# Ming Kipa
Pas d'image ? Cliquez ici
Ming Kipa (népalais : मिङ किपा शेर्पा) (née en 1988) est une alpiniste népalaise qui a détenu le record de la plus jeune personne ayant escaladé le Mont Everest entre 2003 à 2010. Elle a atteint le sommet le 22 mai 2003, à l'âge de 15 ans,, avec son frère Mingma Gyula et sa sœur Laphka. La loi népalaise ne permet pas aux grimpeurs de moins de 16 ans l'ascension de l'Everest, donc Ming Kipa Sherpa a escaladé l'Everest du côté chinois. Son record a été battu en 2010, lorsque Jordan Romero atteint le sommet le 22 mai de cette année à l'âge de 13 ans et 10 mois. Le précédent détenteur du record était Temba Tsheri qui a escaladé l'Everest à l'âge de 16 ans, en 2001.
Au moment de l'enregistrement du record en 2003, environ 1 200 personnes ont atteint le sommet de l'Everest depuis 1953, avec environ 175 décès.